# Protestas por el oleoduto Dakota Access
Las protestas por el oleoducto Dakota Access, también conocidas por el hashtag #NoDAPL, fueron movimientos partisanos que comenzaron en la primavera de 2016 con motivo de la aprobación de la construcción del oleoducto Dakota Access de Energy Transfer Partners en el norte de los Estados Unidos de América. 
Las protestas terminaron el 23 de febrero de 2017, cuando la Guardia Nacional y las fuerzas del orden desalojaron a los últimos manifestantes que quedaban.  El desalojo del campamento ilegal y el costo de limpieza ascendió a $38 millones de dólares, a ser pagados por los contribuyentes de impuestos.
El oleoducto fue propuesto para recorrer desde los campos de petróleo de Bakken Formation en el oeste de Dacota del Norte hasta el sur de Illinois, cruzando el río Misuri y el río Misisipi, así como por debajo del lago Oahe cerca de la reserva india de Standing Rock. Muchos de los miembros de las tribus de Standing Rock consideraron el oleoducto una amenaza para el agua limpia de la región, así como de sus antiguos campos de enterramiento y lugares culturales de importancia histórica. 
El oleoducto opera desde 2017.

## Antecedentes
Las protestas contra el oleoducto se registraron ya en octubre de 2014, cuando activistas y ecologistas de Iowa presentaron 2.300 peticiones al gobernador de Iowa, Terry Branstad, pidiéndole que firmara una orden ejecutiva estatal para detenerlo.La tribu Sac & Fox del Misisipi en Iowa (Nación Meskwaki) también se opuso al trazado y presentó formalmente su oposición a principios de 2015, expresando su preocupación por los daños causados al hábitat de la fauna y flora silvestres y a los lugares sagrados.Los miembros de la tribu también se opusieron al oleoducto Keystone XL.En una carta a la Junta de Servicios Públicos de Iowa, la presidenta de la tribu, Judith Bender, escribió que existían "preocupaciones medioambientales sobre la tierra y el agua potable... bastará un error para que la vida en Iowa cambie durante los próximos miles de años".La tribu solicitó una orden judicial alegando que el Cuerpo de Ingenieros del Ejército de los Estados Unidos no había realizado un estudio de impacto medioambiental y cultural adecuado.

## Protestas
En marzo y abril de 2016, la Agencia de Protección Ambiental, el Departamento del Interior y el Consejo Asesor en la Preservación Histórica pidieron al Cuerpo de Ingenieros que llevaran a cabo una evaluación de impacto ambiental y emitieran una Declaración de Impacto Ambiental. 
En abril de 2016, jóvenes de Standing Rock y de las comunidades nativas americanas de los alrededores organizaron una campaña para detener el oleoducto, autodenominada "ReZpect Our Water" (Respetad nuestra agua)
La historiadora y activista lakota de Standing Rock, LaDonna Brave Bull Allard, estableció un campamento de protección del agua como centro de acción directa, mostrando su resistencia espiritual al oleoducto tanto en defensa de la soberanía indígena como de la preservación cultura; en verano el campamento albergaba a miles de personas.El hashtag #NoDAPL comenzó a ser tendencia en las redes sociales, y los campamentos de Standing Rock fueron creciendo gradualmente hasta contar con miles de personas.
El 23 de agosto de 2016, la tribu sioux de Standing Rock publicó una lista de 87 gobiernos tribales que redactaron resoluciones, proclamas y cartas de apoyo en las que manifestaban su solidaridad con Standing Rock y el pueblo sioux. Desde entonces, muchas más organizaciones de nativos americanos, políticos, grupos ecologistas y de derechos civiles se unieron al esfuerzo en Dakota del Norte, incluido el movimiento Black Lives Matter, líderes indígenas de la cuenca amazónica de Sudamérica, el entonces senador de Vermont Bernie Sanders, la candidata presidencial del Partido Verde en 2016 Jill Stein y su compañero Ajamu Baraka, y mucha más gente.The Washington Post lo calificó de "movimiento nacional para los nativos americanos".En septiembre, la protesta constituía la mayor concentración de nativos americanos en más de 100 años.

La tribu de Standing Rock presentó una demanda contra el Cuerpo de Ingenieros en julio, pero la moción fue denegada en septiembre de 2016. 

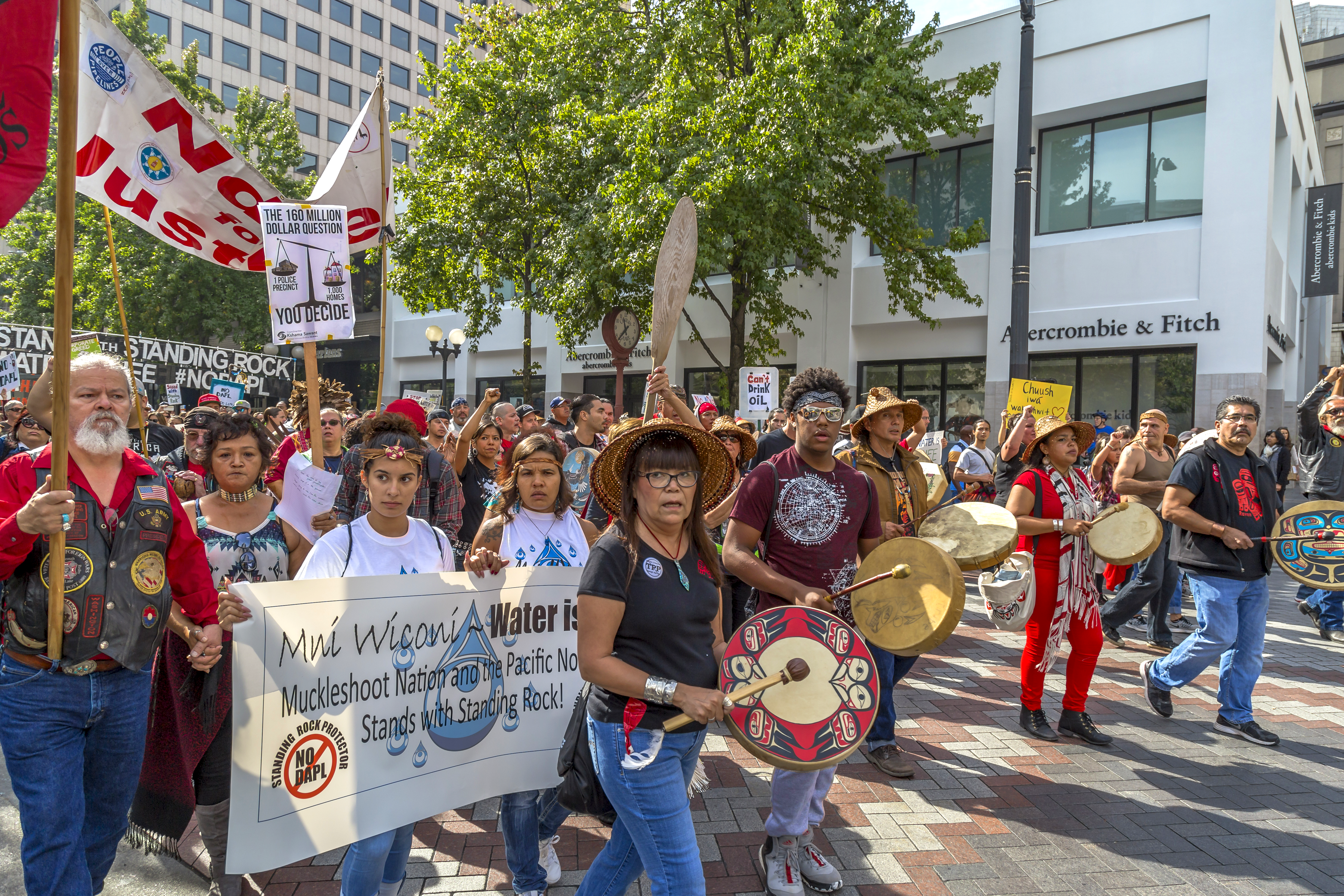
Marcha pacífica en septiembre de 2016.

Las protestas captaron la atención internacional y fueron consideradas una "remodelación de las conversaciones nacionales para cualquier proyecto ambiental que cruzara la tierra de los nativos americanos", pero la cobertura de estos acontecimientos en los principales medios de comunicación de los Estados Unidos fue limitada hasta comienzos de septiembre. El 3 de septiembre, trabajadores de la construcción arrasaron una sección de tierra que la tribu identificó como terreno sagrado, en una enmienda al mandato federal un día antes. Cuando los manifestantes entraron en el área, los trabajadores de seguridad emplearon perros de ataque, mordiendo a varias personas y un caballo.El incidente fue grabado y visto por millones de personas en YouTube y otras redes sociales. A finales de octubre, soldados armados y policías con equipo antidisturbios y equipo militar desalojaron el  campamento que estaba montado en el camino del oleoducto propuesto.
A finales de noviembre, se unieron a la protesta muchos nuevos participantes, fluctuando su número en varios millares. El tiempo empeoró con la caída de las nieves y las temperaturas bajo cero. La policía empleó cañones de agua contra ellos y acapararon la atención de los medios. 
El 4 de diciembre, bajo la administración del Presidente Barack Obama, el Cuerpo de Ingenieros rechazó la construcción del oleoducto por debajo del río Misuri.Se programó una evaluación de impacto ambiental para que el ejército la realizase. Muchos manifestantes continuaron acampados en el lugar, ya que consideraron que la disputa aun no estaba cerrada.

## Continuación de la construcción
El 24 de enero de 2017, el recién elegido presidente Donald Trump firmó una orden ejecutiva que permitía la construcción del oleoducto. El 8 de febrero de 2017, el Cuerpo de Ingenieros del Ejército de Estados Unidos (USACE) concedió a Dakota Access, LLC una servidumbre basada en la Ley de Arrendamiento de Minerales para cruzar el lago Oahe y terminar la construcción del oleoducto. El 9 de febrero de 2017, la tribu sioux del río Cheyenne presentó una moción para obtener una orden de restricción alegando violaciones de la Ley de Restauración de la Libertad Religiosa, alegando que un vertido de petróleo perturbaría su capacidad para practicar libremente su culto. Esta orden de restricción preliminar fue rechazada el 7 de marzo de 2017. El 14 de febrero de 2017, la tribu sioux de Standing Rock y la tribu sioux del río Cheyenne presentaron una petición de juicio sumario. La moción pedía al Tribunal que se pronunciara sobre las cuestiones jurídicas no resueltas relativas al USACE, incluido el cumplimiento de los requisitos de la Ley Nacional de Política Ambiental (NEPA) y la violación de los derechos de los tratados tribales. 
La moción abordaba tres reclamaciones: 
1) el requisito legal de una revisión medioambiental completa, transparente y pública para cualquier acción federal que tenga efectos medioambientales "significativos"
2) los derechos de los tratados tribales que garantizan la integridad de su reserva, y 3) la revocación de decisiones de la administración anterior.
El oleoducto se completó en abril de 2017, y la primera entrega de petróleo se realizó el 14 de mayo.